# Yves Teicher
Yves Teicher, né le 21 mars 1962 à Liège, mort le 11 avril 2022,, est un violoniste de jazz belge.

## Biographie
Yves Teicher est né et a grandi à Liège dans une ambiance bohème. Élève au Conservatoire royal de Liège, il obtient en 1976 un premier prix de solfège, en 1979 un premier prix de violon, en 1981 un premier prix de musique de chambre. Par la suite, il suit des cours avec Ivry Gitlis. Passionné de poésie autant que de musique, il cherchera toujours par son travail à unir ces deux mondes jumeaux. Arthur Rimbaud et Charlie Parker seront ses maîtres-fantômes.
Dans les années 1980, il joue avec le groupe français de jazz manouche Chorda Trio avec lequel il effectue des tournées en France et en Irlande. Un disque 33 tours est alors enregistré. Dans cette période il accompagne régulièrement le chanteur Bruno Brel. Dans les années 1990, il s'engage avec le comédien Georges Boukoff dans un travail entre poésie et musique où apparaissent ses talents de comédien, chanteur et instrumentiste. En 1993, il joue en soliste dans la 1re symphonie d'Alfred Schnittke avec l’Orchestre philharmonique de Rotterdam, dirigé par Guennadi Rojdestvenski. En 1994, il forme un duo avec le contrebassiste américain Bob Drewry, qui aboutit notamment à la création d'une œuvre sur des thèmes de Duke Ellington. Un concert exceptionnel au festival Jazz à Liège fera écrire au critique musical Guy Thys : "Ému, frappé, brusqué, charmé, attristé, effrayé, bouleversé, émerveillé, etc. Surpris par ce violoniste aussi inattendu qu'inentendu qui prend son jazz à bras le corps sans jamais passer par ces poncives références qui vont de Grappelli à Lockwood en trébuchant sur Ponty." En 1997, il enregistre un disque pour RCA BMG France. En 1996, et il joue au festival de jazz de Montreux en première partie du concert de Didier Lockwood et Martial Solal. Avec le contrebassiste Sal La Rocca et le batteur Olivier Robin, il enregistre un étonnant hommage à Charlie Parker. "D'une justesse redoutable, Yves Teicher assène ses coups d'archet comme une hache qui sait où elle doit frapper pour fendre le bois. Sans autre artifice que la sourdine il livre son expression musicale. On apprécie la respiration d'un musicien qui sait donner une véritable interprétation proche de la création.", note le critique de Res Musica après la sortie tardive du CD sous le label Intégral Classic. En 1997, sur une tournée de trois mois, il joue en première partie des concerts de Florent Pagny. Il joue régulièrement avec le guitariste Stéphane Martini, dans un répertoire latin' jazz. Autre aventure, il joue en compagnie du batteur russe Igor Moltchanov, découvert en 2001 lors des Rencontres musicales d'Arthome, à Oupeye. En 2012, il est à Moscou pour le Gypsy Jazz Festival, il joue avec Frédéric Belinski et Biréli Lagrène.
Sa passion pour Charles Trenet le conduit à monter un spectacle consacré à l'œuvre du chanteur. Il enregistre un CD à cette occasion. En 2016, il enregistre Monade chez Home Record ; en solo, il signe là, sans doute, son œuvre la plus personnelle.
En 2019 et 2020, il présente à plusieurs reprises, à Liège et à Rennes, Une saison en enfer, le texte de Rimbaud ainsi proféré en dialogue avec son violon. 
En 2022, quelques mois après son décès, paraît son recueil de poèmes, J'ai dans le sang, aux éditions L'Harmattan. 

## Discographie
- Gipsy's Jazz Revival, Chorda Trio, 33 tours, 1988.
- Fiddler on the Groove, CD RCA, 1997.
- Traces Musika, CD « La Nouvelle Poupée d'Encre », 2001.
- Yves Teicher plays Charlie Parker, CD Intégral Classic, 2005[10],[11].
- Chorda Live, Les Odines/ABS Bellissima, 2008.
- Teicher-Trenet, Air J Prod, 2008.
- Vagabunda, Teicher-Martini band, 2011.
- Monade, Home Records, 2016[12].